# Шанцзе
Шанцзе́ (кит. упр. 上街, пиньинь Shàngjiē) — район городского подчинения городского округа Чжэнчжоу провинции Хэнань (КНР). Район был назван по железнодорожной станции, которая в свою очередь получила название по существовавшему здесь посёлку.

## История
Исторически эти места входили в состав уезда Сышуй (汜水县), образованного ещё при империи Суй. В 1948 году уезды Гуанъу (广武县) и Сышуй были объединены в уезд Чэнгао (成皋县). В 1954 году уезд Чэнгао был присоединён к уезду Синъян (荥阳县). В 1956 году к юго-востоку от посёлка Шанцзе была построена железнодорожная станция Шанцзе. В ноябре 1957 года китайским правительством было решено построить в районе станции Шанцзе крупнейший в Китае завод по выработке алюминия. В августе 1958 года в этих местах был создан район Шанцзе, подчинённый властям Чжэнчжоу.

## Административное деление
Район делится на 5 уличных комитетов и 1 посёлок.